# Schellbruch
Der Schellbruch ist ein Naturschutzgebiet in Lübeck am Lauf der unteren Trave zwischen den Vororten Karlshof, Israelsdorf und Gothmund. Es umfasst neben größeren Wasserflächen mit Röhricht auch ausgedehnte Wiesenbereiche und kleinere Bruch- und Auwälder.
In § 2 der Naturschutzverordnung heißt es: „Das Naturschutzgebiet dient der Erhaltung einer Landschaft, die durch Brackwasserlagunen, Süßgewässer und durch diese beeinflusste Wiesen und Brüche mit einer zahl- und artenreichen, teilweise seltenen und gefährdeten Tier- und Pflanzenwelt geprägt ist.“
Im Zentrum des NSG liegen die Wasserflächen der Großen Lagune und der Gothmunder oder Kleinen Lagune, die durch den Treidelstieg entlang der Trave von dieser getrennt sind. Über Auslässe besteht jedoch ein Austausch mit dem Brackwasserbereich der Trave. In die Große Lagune mündet aus Lübecks Stadtforst Lauerholz kommend die Medebek. Der Schellbruch ist neben dem Dassower See das bedeutendste Vogelschutzgebiet in Lübeck. Bislang konnten über 200 Vogelarten im Gebiet nachgewiesen werden, darunter fast 100 Brutvögel.
Der Schellbruch steht seit 1983 unter Schutz. In den 1970er Jahren sollte das etwa 30 Hektar große Gelände aufgespült werden, um zusätzliche Flächen für den Betrieb des Lübecker Hafens zu gewinnen. Dagegen wandten sich Lübecker Bürger, die vom damaligen Bürgermeister Robert Knüppel unterstützt wurden.

## Galerie

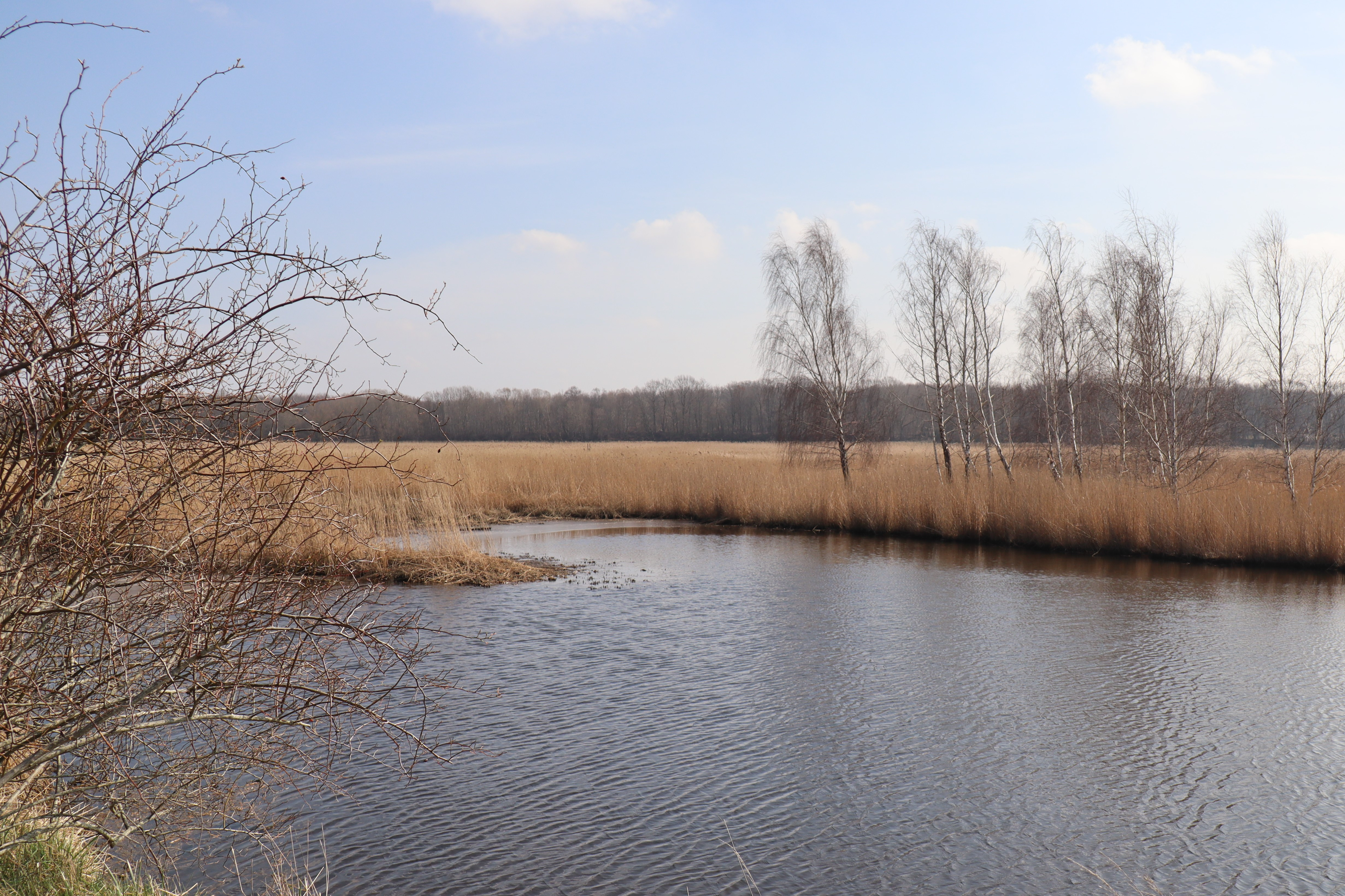
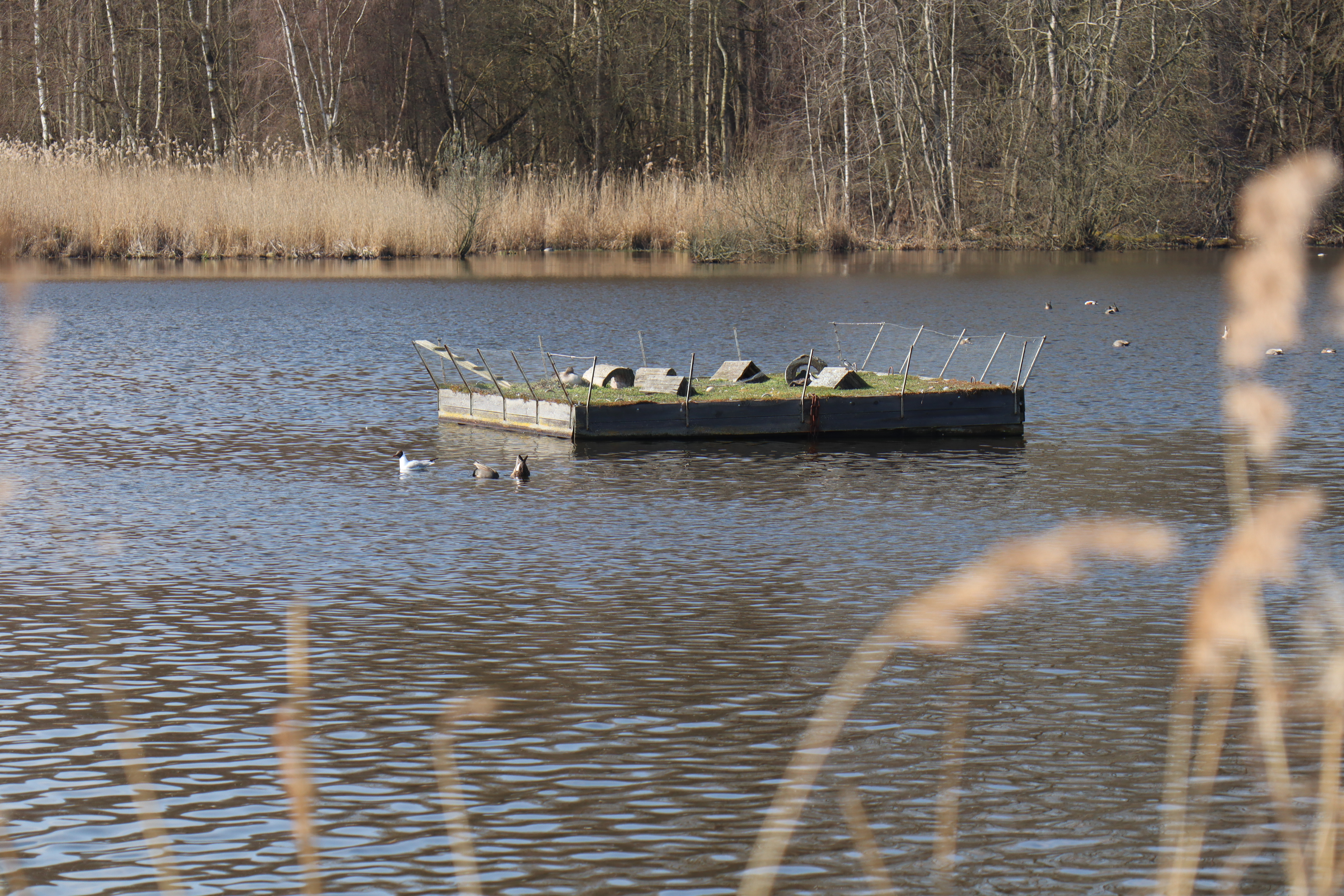
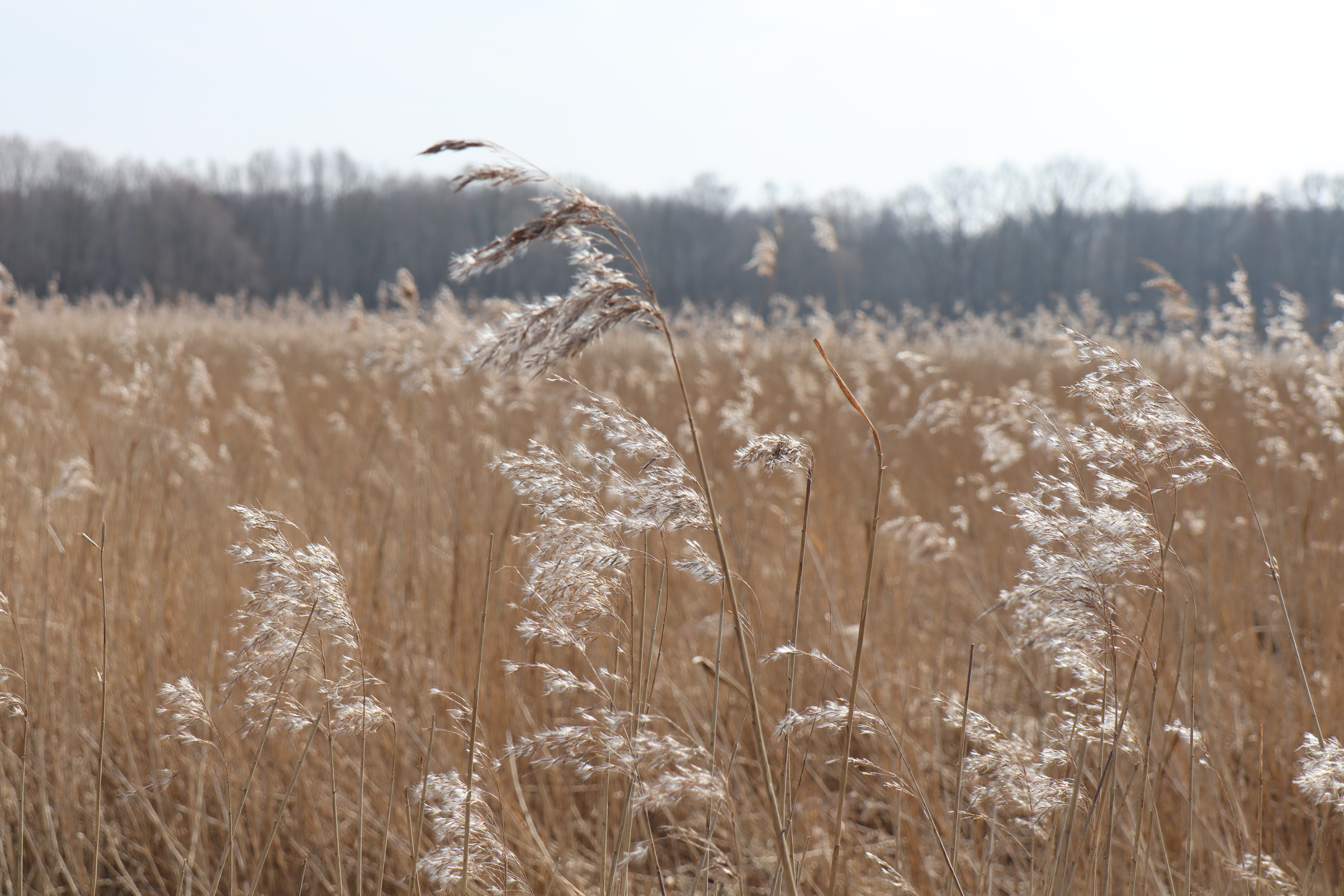
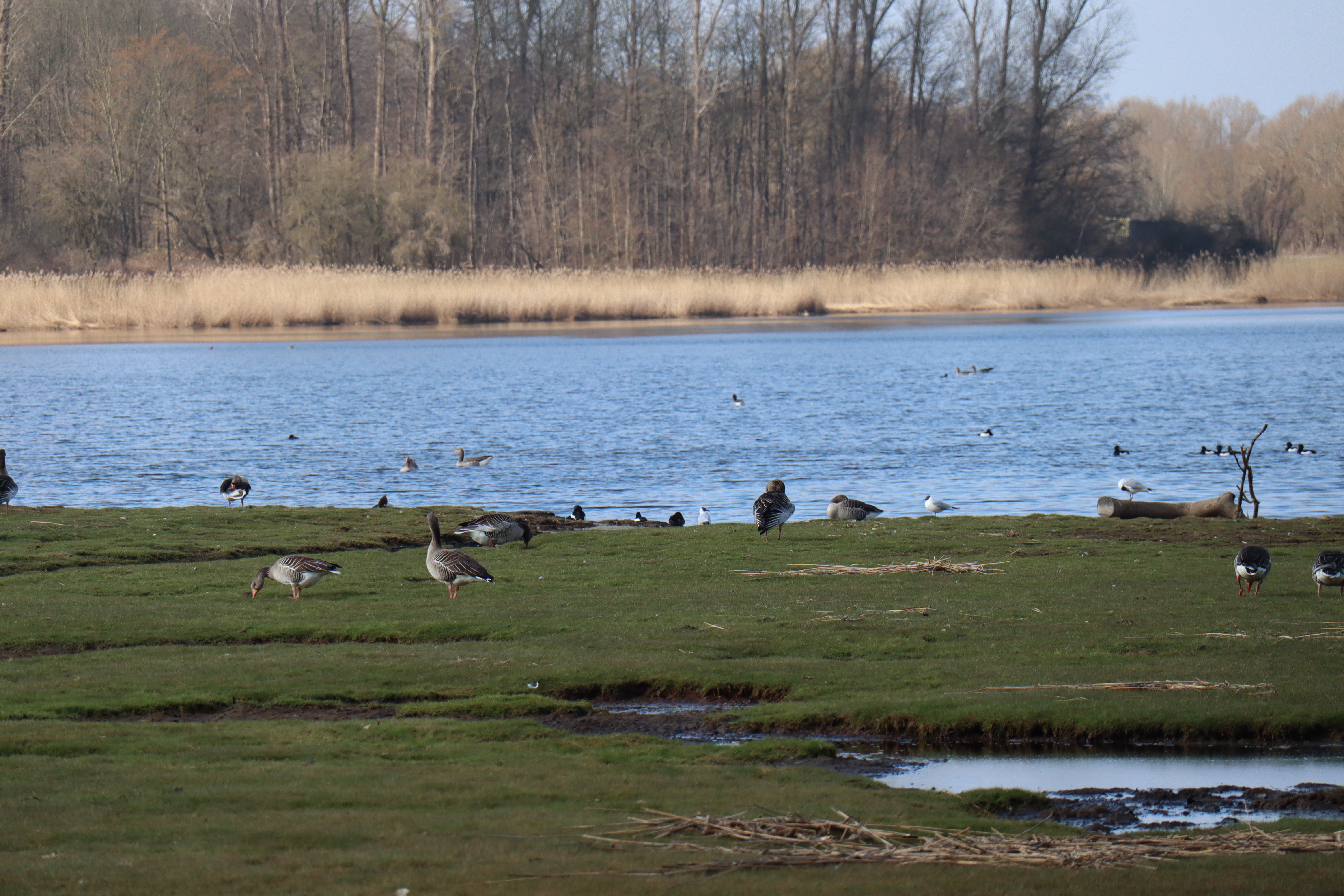
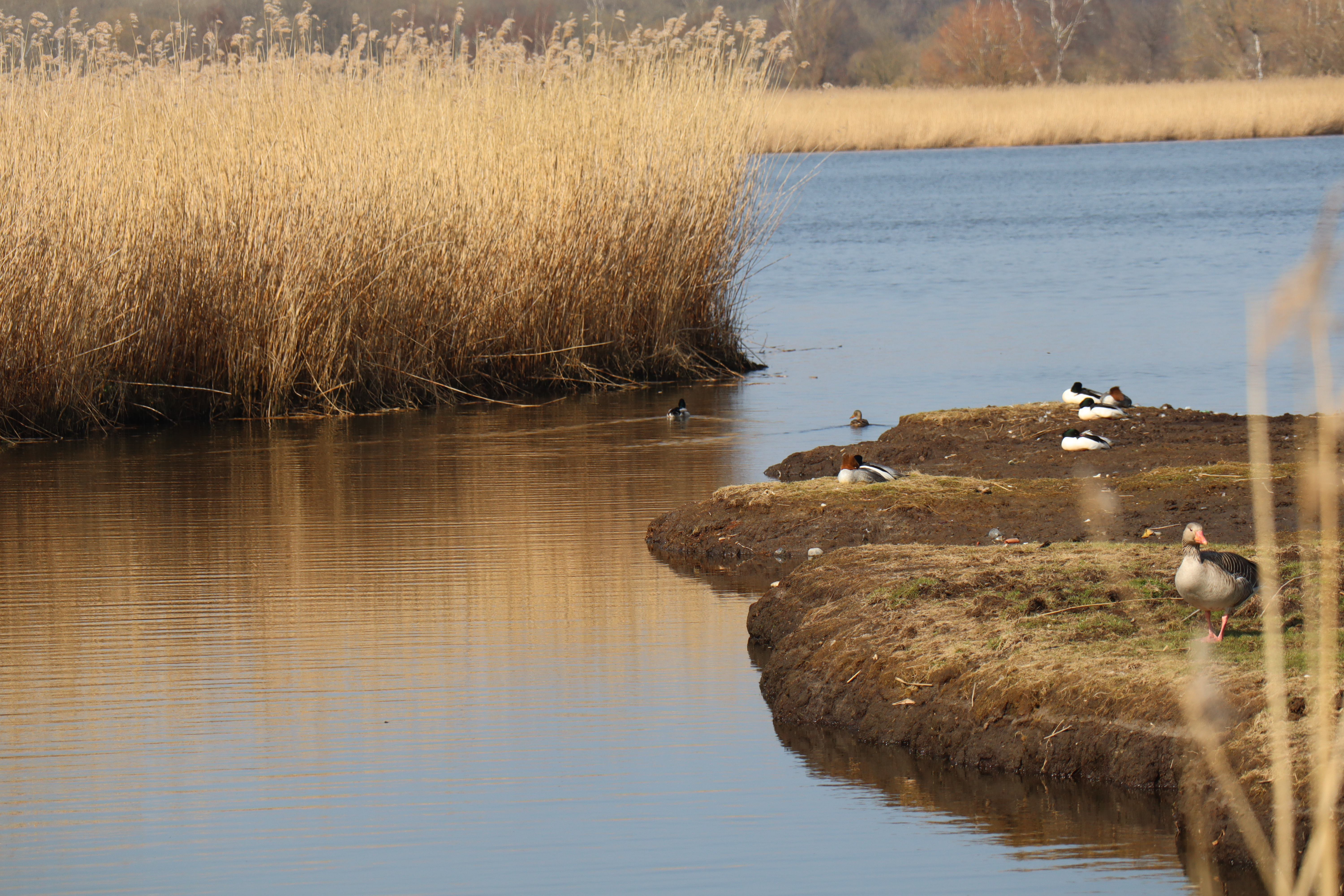